# ダビドソン海流
ダビドソン海流（ダビドソンかいりゅう、英: Davidson Current）はカリフォルニア海流の内側をアメリカ西岸に沿って北に流れる海流。北カリフォルニアからワシントン州の少なくとも北緯48度までを流れ、反流である。沿岸の200mより下層を流れるが、冬季には表面までその影響が現れる。この海流は高温な熱帯水を輸送する。日本語の書物によってはデヴィットソン海流とも書かれる。